# Deportivo Capiatá
Club Deportivo Capiatá is een Paraguayaanse voetbalclub uit Capiatá. De club werd opgericht op 4 september 2008. De thuiswedstrijden worden in het Estadio Deportivo te Capiatá gespeeld, dat plaats biedt aan 10.000 toeschouwers. De clubkleuren zijn geel-blauw.
De club kwam in 2010 in de División Intermedia. Na een tweede plaats in 2012 wist Deportivo Capiatá de Liga Paraguaya te bereiken. De club kwalificeerde zich voor de Copa Sudamericana 2014.

## Erelijst
- División Intermedia

Runner-up: 2012
- Campeonato Nacional de Interligas

Runner-up: 2008
12 de Octubre ·
Cerro Porteño ·
General Díaz · 
Guaireña ·
Guaraní ·
Libertad ·
Nacional ·
Olimpia ·
River Plate ·
San Lorenzo ·
Sol de América ·
Sportivo Luqueño